# خانه بیل گیتس
بیل گیتس یک عمارت ۶۶۰۰۰ فوت مربعی (۶۱۰۰ متر مربع) را طراحی کرده و مالک آن است که در دریاچه واشینگتن در مدینا (واشینگتن) است. در سال ۲۰۰۹، مالیات بر دارایی ۱٫۰۶۳ میلیون دلار آمریکا با ارزش کل ۱۴۷٫۵ میلیون دلار آمریکا گزارش شد.

## طراحی
این خانه با همکاری بوهلین سیوینسکی جکسون و معماران کاتلر اندرسون از جزیره باینبریج، واشینگتن طراحی شده است. این عمارت یک طراحی مدرن به سبک اقامتگاه اقیانوس آرام است، با ویژگی‌های کلاسیک مانند یک کتابخانه خصوصی با سقف گنبدی شکل و چشم. این خانه دارای یک سیستم سرور گسترده، یک استخر شنا ۶۰ فوتی (۱۸ متری) با سیستم موسیقی زیر آب، یک سالن ورزشی به مساحت ۲۵۰۰ فوت مربع (۲۳۰ متر مربع) و یک اتاق غذاخوری ۱۰۰۰ فوت مربعی (۹۳ متر مربع) است. شش آشپزخانه و ۲۴ حمام وجود دارد که ده تای آنها دارای وان است.

## در فرهنگ عامه
این خانه در ژانویه ۱۹۹۷ در دیلبرت مورد تمسخر قرار گرفت، زمانی که شخصیت اصلی پس از ناکامی در خواندن قرارداد مجوز کاربر نهایی بر روی نرم‌افزار خریداری شده مایکروسافت، مجبور شد به یک پسر حوله‌ای تبدیل شود. برخی از مقالات خبری آنلاین خانه را زانادو ۲٫۰ می‌نامند که اشاره‌ای به فیلم سینمایی شهروند کین است که خود اشاره‌ای به سطرهای آغازین شعر کلاسیک ساموئل تیلور کولریج کوبله خان بود.